# Charistena
Charistena là một chi bọ cánh cứng trong họ Chrysomelidae.
Chi này được Baly miêu tả khoa học năm 1864.

## Các loài
Các loài trong chi này gồm:
- Charistena bergi (Duvivier, 1890)
- Charistena brasiliensis Pic, 1927
- Charistena brevelineata Pic, 1927
- Charistena brevenotata Pic, 1927
- Charistena minima Pic, 1934
- Charistena ruficollis (Fabricius, 1801)